# Centro Universitario de Tlajomulco
El Centro Universitario de Tlajomulco (CUTlajo), es uno de los 16 campus universitarios pertenecientes a la Universidad de Guadalajara, forma parte de los diez campus denominados Centros Universitarios Regionales.
Fue originalmente propuesto producto de la idea de aumentar el acceso a la educación para la población habitante de la zona geográfica de Tlajomulco de Zúñiga y sus alrededores, aumentando de esta forma la capacidad de la Universidad de Guadalajara para atender a una mayor cantidad de la población.

## Historia
Proyectado a finales del año 2020 como parte del proyecto de crecimiento del Rector General Ricardo Villanueva Lomelí en la zona que anteriormente pertenecía a la Universidad Politécnica de la Zona Metropolitana de Guadalajara (UPZMG), está contemplado a ser ampliado hasta convertirse en el centro universitario más grande de la Red Universitaria, siendo uno de los escasos que imparten la licenciatura en Medicina y carreras multidisciplinares.

## Oferta Educativa
La oferta educativa inicial, al momento del arranque de operaciones consistió en las siguientes carreras, se prevé que aumente la oferta con el transcurso del tiempo:
Ingeniería Biomédica
Ingeniería Civil
Ingeniería en Biotecnología
Ingeniería en Diseño Industrial
Ingeniería Mecatrónica
Licenciatura en Administración
Licenciatura en Administración y Gestión Empresarial
Licenciatura en Construcción de la Paz y Seguridad
Licenciatura en Enfermería
Licenciatura en Negocios Internacionales
Licenciatura en Nutrición
Licenciatura en Terapia Física
Licenciatura en Terapia Física
Médico Cirujano y Partero